# Asyndetus eurytarsus
Asyndetus eurytarsus är en tvåvingeart som beskrevs av Henk J.G. Meuffels och Patrick Grootaert 1993. Asyndetus eurytarsus ingår i släktet Asyndetus och familjen styltflugor. Inga underarter finns listade i Catalogue of Life.